# Jessica Jerome
Jessica Jerome, née le 8 février 1987 à Jacksonville, est une sauteuse à ski américaine, licenciée au « Park City Nordic Ski Club ».

## Parcours sportif
Jessica Jerome commence sa carrière internationale dès 2002 à 15 ans, en participant aux États-Unis à quelques concours de coupe continentale parmi les garçons.
En 2003 et 2004, elle participe à quelques concours « FIS » féminins, qui sont les compétitions féminines de saut à ski de plus haut niveau à cette époque. Elle accède alors trois fois au podium, dont une victoire à Schönwald le 21 février 2004.

### Coupe continentale

#### 2004: les débuts
Dès la toute première épreuve de coupe continentale, elle se classe 3e le 27 juillet 2004 « à la maison » (elle est membre du club de Park-City), et monte encore deux fois sur le podium durant cette année 2004/2005, pour terminer finalement 5e.

#### 2005 à 2010
La saison suivante 2005-2006 est excellente pour Jessica Jerome, avec six podiums, mais surtout un classement final de 3e.
Après à nouveau deux podiums en été 2006, Jessica Jerome fait l'impasse sur la saison hivernale 2006-2007 pour cause de blessure au genou droit.
Après un seul podium durant la saison suivante 2007-2008, et un début très prometteur de 2008-2009 avec trois podiums durant les trois premières épreuves en septembre 2008, l'hiver 2009 voit Jessica Jerome se contenter d'évoluer en milieu de tableau en Coupe continentale. Mais lors du premier championnat du monde du saut à ski féminin, elle prend la sixième place, concluant cette saison par son meilleur classement depuis quinze épreuves, lors du plus important rendez-vous de l'année.
Pas de podium en 2009-2010 pour Jessica Jerome avec une saison moins brillante, mais une excellente saison estivale 2010, avec une place finale de sixième, en ne participant qu'à six épreuves sur onze.

#### Saison hivernale 2010-2011
La saison hivernale de Coupe Continentale 2010-2011 commence bien pour Jessica Jerome, puisqu'elle remporte le premier concours le 7 décembre 2010 à Rovaniemi, devant Daniela Iraschko, multiple vainqueur de concours et coupes de saut à ski. D'ailleurs, Iraschko remporte le concours du 8 décembre également à Rovaniemi, devant Jerome qui monte alors pour la vingtième fois sur un podium de Coupe Continentale. Elle est alors deuxième du classement provisoire, place qu'elle conforte le 17 décembre 2010 avec de nouveau une place de deuxième derrière Iraschko.
Elle garde cette place de deuxième durant encore trois concours, puis se fait dépasser par Coline Mattel le 12 janvier à Hinterzarten, malgré trois places de quatrième consécutives. Bien que ne poursuivant pas la saison après les concours de Braunlage les 15 et 16 janvier (places de 6e et 8e), comme les autres sauteuses américaines rentrées aux États-Unis, elle reste troisième encore jusqu'au 12 février, date à laquelle Eva Logar la devance.

## Palmarès

### Jeux olympiques
| Épreuve / Édition | Sotchi 2014 |
| Saut à ski        | 10e         |

### Championnats du monde
Jessica Jerome se classe 6e lors du premier championnat du monde du saut à ski féminin, le 20 février 2009 à Liberec. En 2013, elle se classe également sixième des Mondiaux de Val di Fiemme. Elle est neuvième en 2015.

### Coupe du monde
- Meilleur classement général : 9e en 2012 et 2013.
- Elle a obtenu deux podiums à l'heure actuelle, le 8 janvier 2012 à Hinterzarten (troisième) et le 2 mars 2014 à Râșnov (deuxième).

#### Classements généraux annuels
| Année | Rang |
| 2012  | 9e   |
| 2013  | 9e   |
| 2014  | 10e  |
| 2015  | 18e  |

### Coupe continentale
- Meilleur classement général : 3e en 2006.
- 21 podiums dont 1 victoire dans sa carrière[4].